# 1194
[[Категорија: 1194
.| ]]
Година 1194 (MCXCIV) била је проста година која је почела у суботу.

## Догађаји
- Википедија:Непознат датум — Цар Хенрик VI поново долази у Италију и осваја краљевство; малог Вилијама III послао је као заробљеника у Немачку.
- 27. јун — У Навари на престолу је Санчо VII наследио оца Санча VI.
- 4. фебруар — Немачки краљ Хајнрих VI ослободио, уз велику откупнину, енглеског краља Ричарда I Лавље Срце, којег је на повратку из Крсташког рата 1192. заробио аустријски војвода Леополд V.
- Википедија:Непознат датум — Краљ Ричард је кренуо у Француску да се супротстави Филипу II Августу.
- 3. јул — У бици код Фретевала краљ Ричард је поразио Филипа II Августа.
- Википедија:Непознат датум — У Пољској је Казимир II збачен са престолана на који је дошао његов син под старатељством мајке Хелене.
- Википедија:Непознат датум — Текиш, шах Хорезмије, поразио је султана Персије, селџука Тугрила III и преузео власт у Багдаду.
- Википедија:Непознат датум — Мухамед од Гора поразио је и убио краља Гадавала Јајакандру. Победом над Јајакандром Гуриди су загосподарили Утар Прадешом.
- 25. децембар Цар Хенрик VI се крунише у Палерму.
- Википедија:Непознат датум — у Кини на престо јужних Сунга дошао је Нинг-цунг, који је наследио Куанг-цунга.

## Смрти
- Википедија:Непознат датум — Танкред Сицилијански, незаконити син Констанцина брата Роџера.